# L'Île-Dorval
L'Île-Dorval, på engelska även kallad Dorval Island, är en stad (kommun av typen ville) i provinsen Québec i Kanada. Den omfattar ön île Dorval i Lac Saint-Louis, utanför staden Dorval.
Kommunen är officiellt tvåspråkig (franska och engelska), men på grund av den låga folkmängden publicerades inte uppgifter om invånarnas språk i folkräkningen 2021 av integritetsskäl.